# ماكس زيمارمان
ماكس زيمارمان (بالألمانية: Max Zimmermann) هو رسام ألماني، ولد في 7 يوليو 1811 في تسيتاو في ألمانيا، وتوفي في 29 ديسمبر 1878 في ميونخ في ألمانيا.